# Mitrobryum koelzii
Mitrobryum koelzii är en bladmossart som beskrevs av H. Robinson 1968. Mitrobryum koelzii ingår i släktet Mitrobryum och familjen Dicranaceae. IUCN kategoriserar arten globalt som starkt hotad. Inga underarter finns listade i Catalogue of Life.